# Krzyż za Zdobycie Pragi

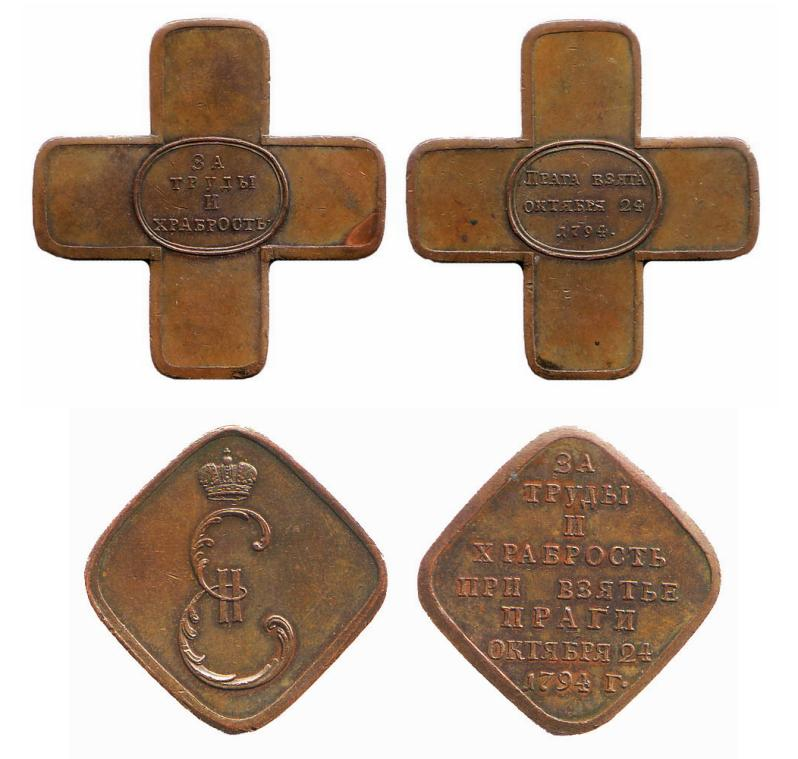
Krzyż za Pragę i poniżej żołnierski Medal za Pragę

Krzyż za Zdobycie Pragi (ros. Крест за Прагу) lub Krzyż za Zdobycie Warszawy 1794 (Крест за взятие Варшавы. 1794 год) – rosyjski medal wojskowy ustanowiony przez cesarzową Katarzynę II dla uhonorowania zdobywców Warszawy w 1794, uczestniczących w szturmie Pragi (dzielnicy Warszawy) w czasie insurekcji kościuszkowskiej.

## Opis
Oznaką był złoty krzyż równoramienny z zaokrąglonymi ramionami. Na awersie umieszczona była maksyma: За труды и храбрость (pol. Za wysiłek i odwagę), na rewersie: Прага взята октября 24 1794 г (Praga zdobyta 24 października 1794; data szturmu według kalendarza juliańskiego).
Krzyż ten otrzymali oficerowie, których nie odznaczono za ten czyn Orderem św. Jerzego, bądź Orderem św. Włodzimierza. Odznaczeni mieli prawo go nosić na wstędze orderowej z czarno-żółtymi pasami (w barwach Orderu św. Jerzego). Krzyż dawał prawo do doliczenia trzech lat wysługi oraz, przy ewentualnym późniejszym nadaniu Orderu św. Jerzego IV klasy za wysługę lat, do nadania tego orderu w wersji za zasługi bojowe, a nie za wysługę lat.
Wojskowi niższych rang (podoficerowie) za udział w zdobyciu Warszawy otrzymywali srebrny medal w kształcie kwadratu z zaokrąglonymi rogami, z napisem na rewersie: За труды и храбрость при взятии Праги октября 1794 г. (Za wysiłek i odwagę przy zdobyciu Pragi w październiku 1794).
Posiadające jedną klasę i nadane przy jednej okazji odznaczenie zalicza się do medali, nie do orderów.